# 大河铺水库
大河铺水库是中国湖北省黄冈市麻城市境内的一座水库，位于举水支流许家河上，建于1971年。水库正常库容为1200万立方米，集雨面积为14平方千米，海拔为159米。